# Bethel (Alaska)
Bethel (in yupik alascano centrale Mamterilleq; in russo Бетел) è una città degli Stati Uniti d'America situata nella Census Area di Bethel, nello Stato dell'Alaska, 540 km a ovest di Anchorage. Secondo le stime del 2006, la popolazione della città ammonta a 6 356 abitanti.
Bethel è la comunità più grande dell'Alaska occidentale e la nona più grande città dello Stato. Si trova all'interno del Rifugio Nazionale per la Fauna Selvatica del Delta dello Yukon, il più grande rifugio per gli animali selvatici di tutto il territorio statunitense. È centro amministrativo e di trasporti per i 56 villaggi dei delta dei fiumi Yukon e Kuskokwim.
La città è raggiungibile solo via aerea, tramite l'aeroporto locale, e fluviale. Non vi sono collegamenti alla rete stradale nazionale.